# Arakanais
Pour les articles homonymes, voir Arakan.
Ne doit pas être confondu avec Rohingya.

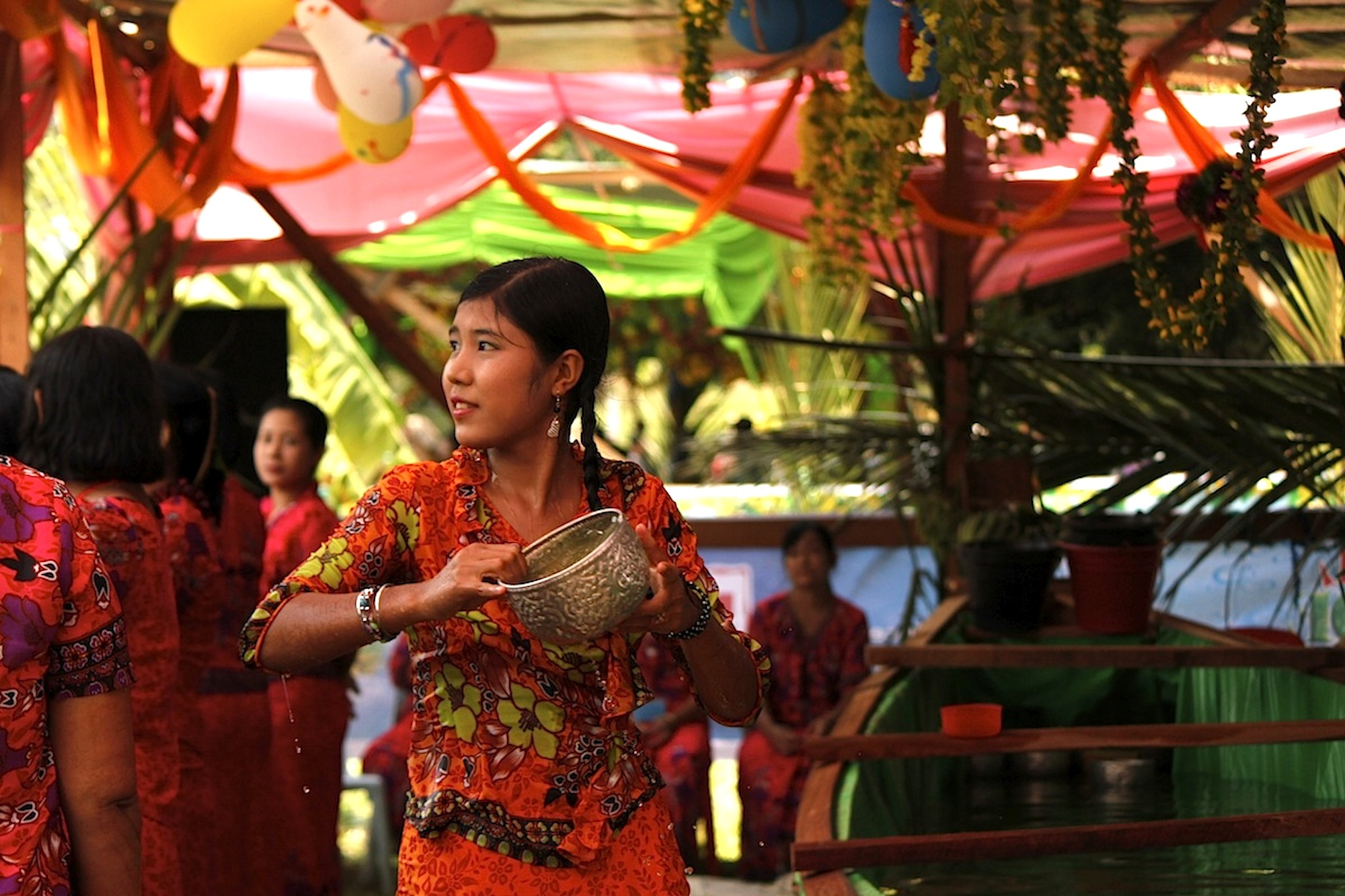
Une jeune Arakanaise fête Thingyan à Rangoun le 13 avril 2011.

Les Arakanais sont un groupe ethnique habitant : 
- la Birmanie (état d'Arakan), où ils sont 2 744 000 (2000),
- le Bangladesh (région des Chittagong Hill Tracts), où ils sont 200 000 (2001) et aussi appelés Marma,
- L'Inde (États de l'Assam, du Tripura, du Mizoram et du Bengale-Occidental), où ils sont 24 000 et aussi appelés Mog.

Au Bangladesh, au terme de l'accord de paix du 2 décembre 1997 qui a mis fin à plus de vingt années de conflit entre le gouvernement et les populations autochtones des Chittagong Hill Tracts, les Marma seront représentés au « Chittagong Hill Tracts Regional Council », chargé de l'administration des 3 districts constituant la région.

## Langue et culture
La langue arakanaise fait partie du groupe dit « lolo-birman » de la branche tibéto-birmane des langues sino-tibétaines.
Les Arakanais sont adeptes du bouddhisme theravāda tout en continuant d'observer leur religion traditionnelle.